# 馬林·斯圖茨曼
馬林·斯圖茨曼（英語：Marlin Stutzman；1976年8月31日—）是美国的一位政治人物。自2010年開始，他是印第安納州第三國會選區選出的聯邦眾議員。他的黨籍是共和黨。在當選國會議員之前，他曾在2009-2010年擔任印第安纳州参议院議員。